# Гай Квинкций Фламинин
Вижте пояснителната страница за други личности с името Гай Квинкций.
Гай Квинкций Фламинин (на латински: Gaius Quinctius Flamininus) е политик на Римската република от род Квинкции, клон Фламинин (син на фламин).
През 177 пр.н.е. той е претор peregrinus. Тази година консули са Гай Клавдий Пулхер и Тиберий Семпроний Гракх Стари.